# Jean Tilho
Jean-Auguste-Marie Tilho, född 1 maj 1875 i Domme, Dordogne, död 8 april 1956 i Paris, var en fransk militär och Afrikaresande.
Tilho var länge stationerad i Tchadterritoriet och var en av de fransmän som i början av 1900-talet kartlade och utforskade Tchadsjön.